# ITerm2
iTerm2 – emulator terminali dla systemu macOS, publikowany na licencji GNU GPL v2.
W założeniu program ma stanowić alternatywę do dostarczanego domyślnie z systemem macOS programu Terminal. iTerm2 umożliwia m.in. pracę w kartach, podział widoku na panele, wyszukiwanie za pomocą wyrażeń regularnych, autouzupełnianie, czy wyświetlanie powiadomień systemu macOS o wykonaniu zadania. Program udostępnia historię schowka, wsparcie dla Unicode, wbudowany menedżer haseł i konfigurację wielu efektów wizualnych terminala.